# 白馬大仏

白馬大仏

白馬大仏（はくばだいぶつ）は、新潟県糸魚川市大所にある大仏（巨大仏）である。本項では大仏のある温泉地「白馬温泉」および温泉宿「白馬観光ホテル」についても触れる。

## 特徴
- 開眼は1969年（昭和44年）、入魂式は1972年（昭和47年）10月27日[1]。宗教法人白馬大仏教会（糸魚川市大字大所989番地6、法人番号：9110005010958）管長で白馬観光ホテル社長である金田義孝によって建立された。
- 座像である。5階建てで、高さは台座共23.5メートル、前巾18メートル[2][注 1]。
- 眼球と白毫はヒスイ、唇はメノウ[2]。

## 白馬温泉
1959年（昭和44年）6月22日に葛葉峠にて着工、同年9月15日には白馬温泉道路の新設工事が完了している。

### 白馬観光ホテル
2002年当時の公式ウェブサイトによる。当館はすでに閉館しており、建物も現存しない。
- 所在地 - 〒949-0464 新潟県糸魚川市大字大所989
- 開業日 - 1960年（昭和35年）10月12日（白馬温泉のホテル第1号）[7]
- 収容人員 - 80人
- 客室数 - 18
- 付帯施設 - 大広間1、中広間1、バー、ホール、ゲートボール場、駐車場
- 浴場 - 大浴場2（男湯・女湯）、露天風呂1（1962年（昭和37年）7月25日完成[8]）
  - 泉温 - セ氏62度
  - 湧出量 - 1.8キロリットル毎分
  - 泉質 - 塩化ナトリウム・重炭酸カルシウム（炭酸水素カルシウム）を多く含む
  - 効能 - リュウマチ、神経痛、胃腸炎、創傷、慢性皮膚病、アレルギー性疾患など

### 備考
白馬温泉には白馬観光ホテルの他にも、1961年（昭和36年）6月13日完成の電気化学工業青海工場の健康保険保養所や、1964年（昭和39年）12月4日開業の『ホテル大越』も存在していた。

## 交通アクセス
公共交通機関
JR大糸線・平岩駅から県道375号を南下、直線距離で1433メートル。